# چوی جونگ-هو
چوی جونگ-هو (کره‌ای: 최종호) که با نام هنری جونگ‌هو شناخته می‌شود، خواننده و بازیگر اهل کره جنوبی است. او یکی از اعضای گروه پسرانۀ ایتیز است. وی در مجموعه تلویزیونی تقلید (۲۰۲۱) در نقش یون هیوک، یکی از اعضای گروه شاکس بود. 